# 克羅斯比縣 (德克薩斯州)
克勞斯貝縣（英語：Crosby County）位美國德克薩斯州西部的一個縣。面積2,335平方公里。根据美國2000年人口普查，共有人口7,072人。縣治克勞斯貝頓（Crosbyton）。
成立於1876年8月21日，縣政府成立於1886年9月11日。縣名紀念德克薩斯土地辦公室秘書長史提芬·克勞斯貝。